# Keichū
Keichū, (japonès: 契沖; 1640 - 4 de març de 1701) fou un erudit i sacerdot budista japonès, figura important del kokugaku.

## Biografia
Era fill d'un rōnin, va abandonar la casa amb 13 anys i es va unir a la secta Shingon. Després d'estudiar a diversos llocs, Myohoji, Imasato i Osaka, es converteix en sacerdot principal a Mandara-in. Allà va fer amistat amb el poeta Shimonokobe Choryu.
La seva obra va fixar un nou punt de vista a l'estudi dels clàssics japonesos. A la seva obra Tractat per escriure amb propietat les paraules japoneses va desafiar els estàndards ortogràfics marcats per Fujiwara no Teika.